# Etmopterus compagnoi
Etmopterus compagnoi is een vissensoort uit de familie van de Etmopteridae (Etmopteridae). De wetenschappelijke naam van de soort is voor het eerst geldig gepubliceerd in 1990 door Fricke & Koch.